# Sud sauvage
Le Sud sauvage est une région littorale du sud-est de l'île de La Réunion qui doit son nom à son caractère encore très naturel, en dépit de l'urbanisation croissante.
Elle s'étend de la commune de Petite-Ile jusqu'à Saint-Philippe, en passant par Saint-Joseph.